# Cerkiew Wniebowzięcia Matki Bożej w Olszanicy
Cerkiew Wniebowzięcia Matki Bożej – zabytkowa, murowana cerkiew, znajdująca się w Olszanicy w województwie podkarpackim. Obecnie kościół rzymskokatolicki.
Zbudowana w 1923 r., w miejscu starszej, drewnianej cerkwi z 1815 r. Obok świątyni postawiono parawanową dzwonnicę, na której można podziwiać dwa oryginalne, zachowane dzwony: z 1630 r. oraz z 1922 r.

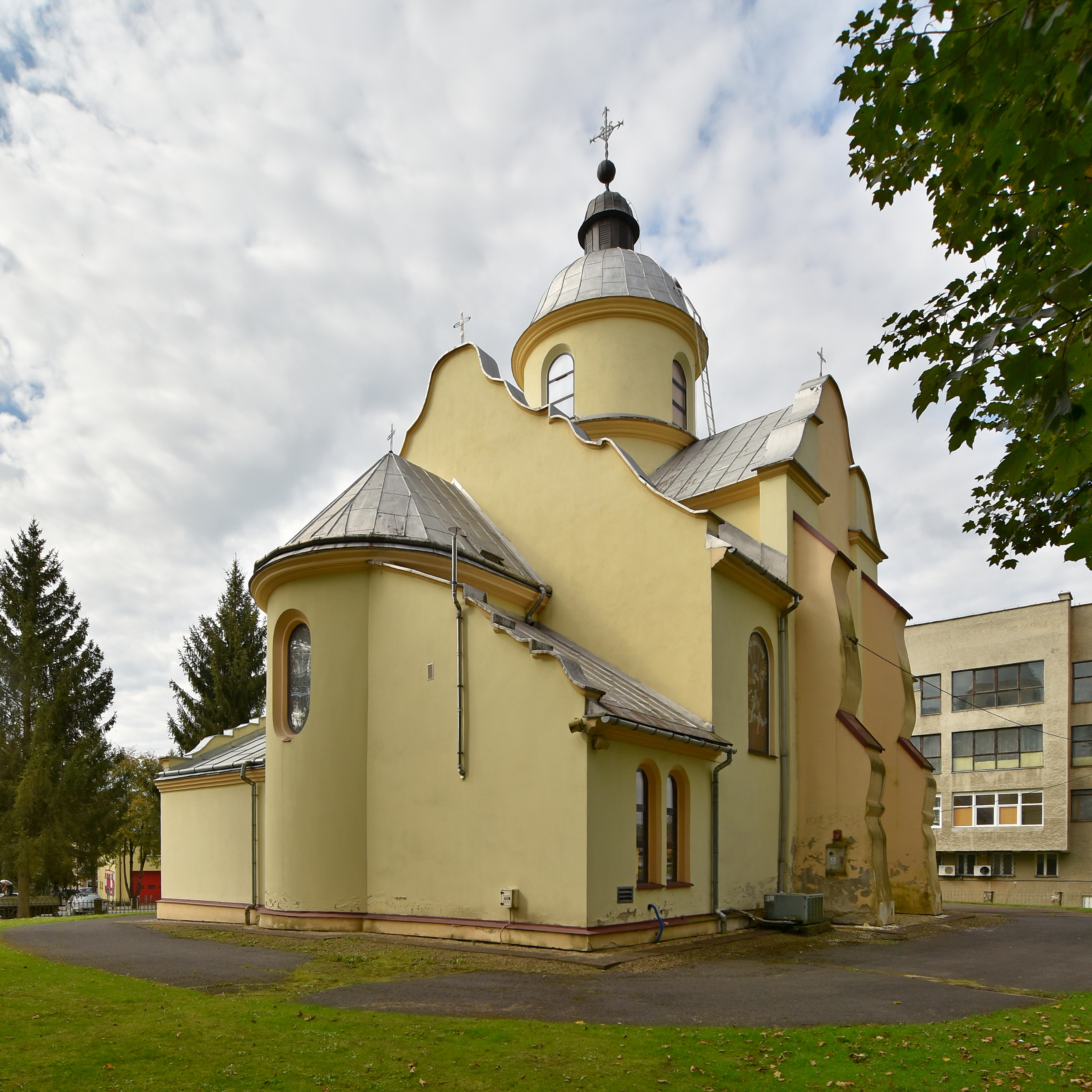
Widok od strony prezbiterium
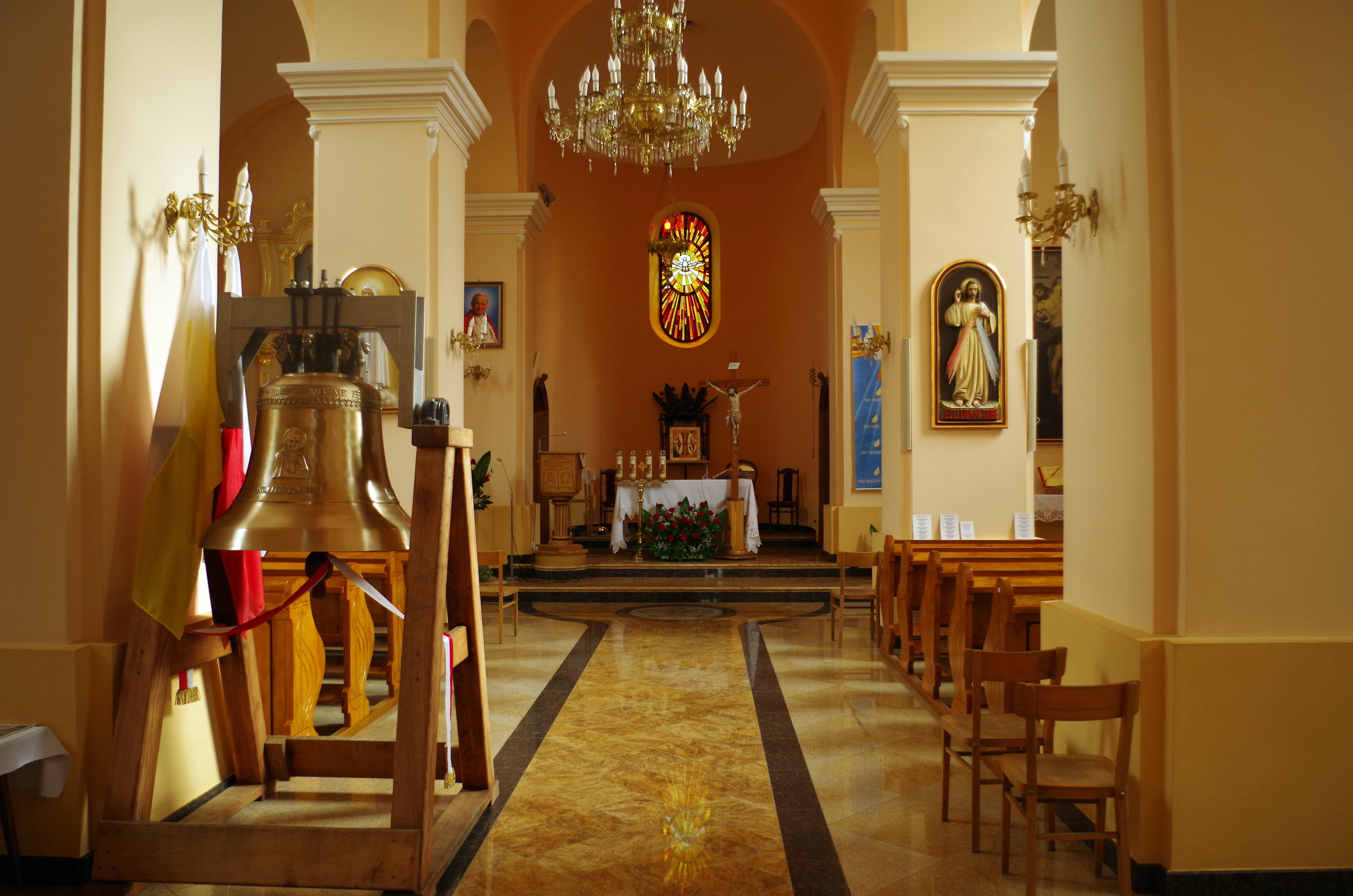
Wnętrze
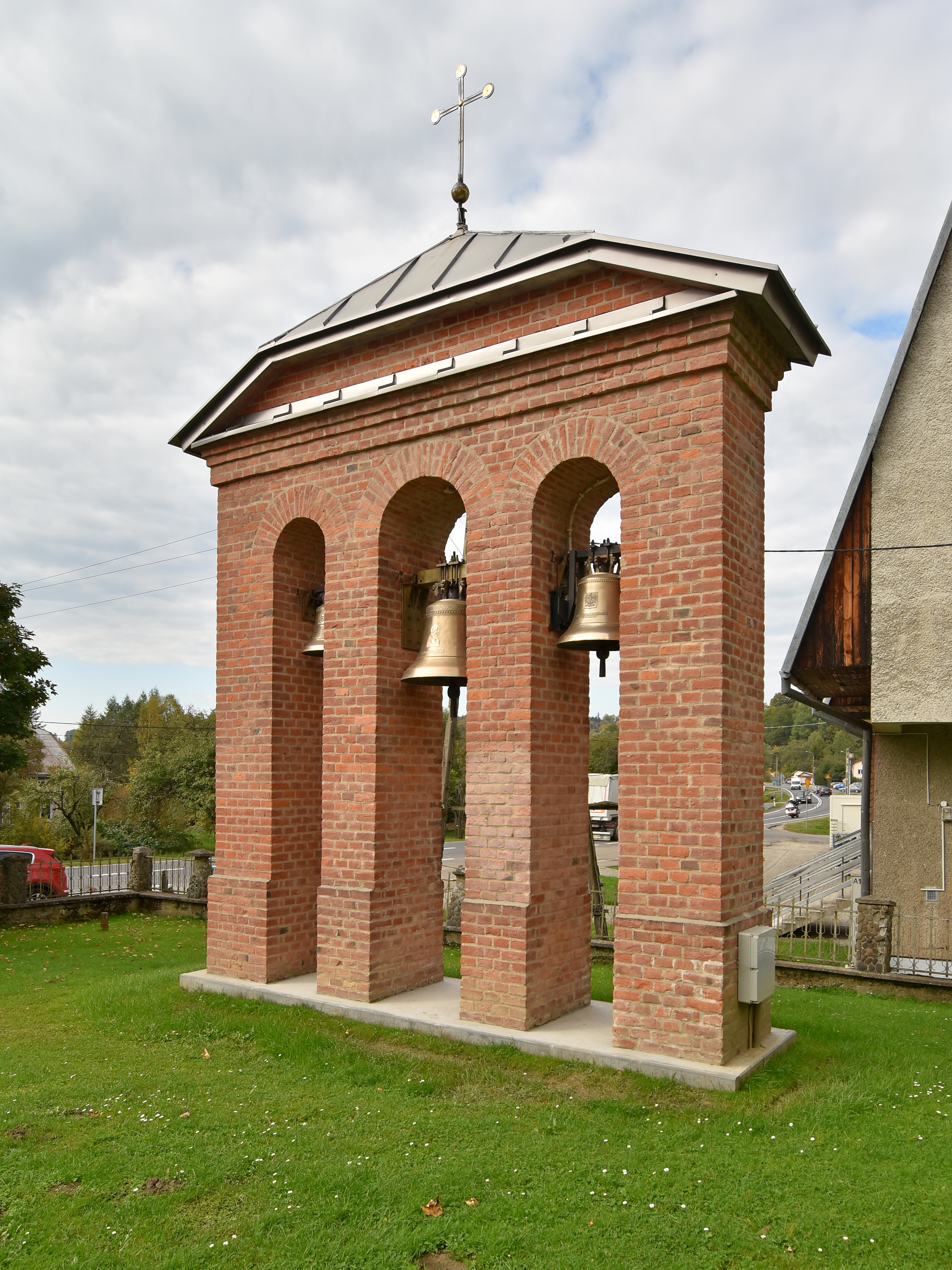
Dzwonnica